# 基督教女青年會丘佐榮中學

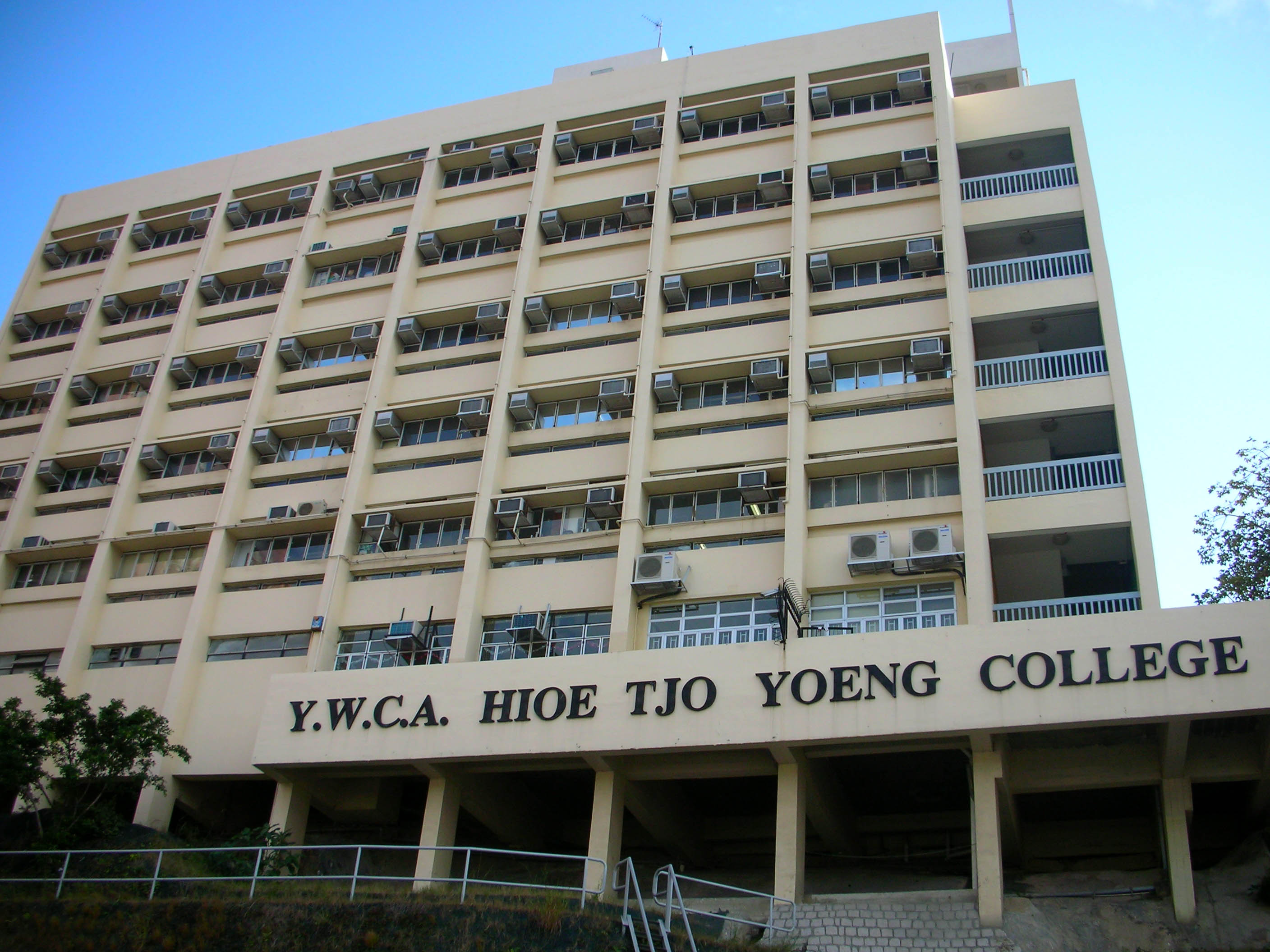
基督教女青年會丘佐榮中學西北面

基督教女青年會丘佐榮中學（英語：The Y.W.C.A Hioe Tjo Yoeng College，縮寫 HTYC，簡稱丘中），是一間位於香港九龍何文田採石山常和街的一所第一組別津貼男女子中學，以英文為主要教學語言，1971年建校，以南洋慈善家丘佐榮命名，辦學團體為基督教女青年會。

## 學校簡介

### 辦學宗旨
本著基督精神，提供全人教育，促進學生在德、智、體、群、美、靈六育方面的成長和發展，委身社會，造福人群。

### 校訓
思明俊德

### 丘中特色
嚴中有愛

### 丘中精神
健康顯活力 堅毅添關懷

## 學術成就
丘中畢業生近年入讀學士學位課程的平均百分比為75%。進修路向多元化，以近年為例，同學選修的有醫科、牙醫、工程學、環球商業學、人工智能（系統及科技）⋯⋯等等。

### 334 學制新高中開設科目（2023-24）

#### 必修科
中國語文、英國語文、數學、公民與社會發展科

#### 選修科
以下為該校於三三四學制新高中課程下，為中四級學生開設之十一科選修科目：
物理、化學、生物、中國歷史、世界歷史、地理、企業、會計及財務概論（BAFS）、經濟、資訊及通訊科技（ICT）、旅遊與款待 （THS）、視覺藝術

## 多元智能
丘中重視學生的全人發展。在品德修養、學術成就的追求卓越之外，丘中亦提供多元化活動，發展同學多元才能，幫助同學全面發展，健康成長，邁向豐盛人生。

### 語文發展
- 英文學會
- 英語話劇學會
- 英語學生主持培訓
- 英語辯論學會
- 中文學會
- 中文創作社

### 資訊科技發展
- 資訊科技學會
- 機械人學會
- Enriched IT Class

### 體育才能發展
- 男子籃球校隊
- 女子籃球校隊
- 男子足球校隊
- 男子排球校隊
- 女子排球校隊
- 沙灘排球校隊
- 越野賽校隊
- 游泳校隊
- 乒乓球校隊

### 音樂才能發展
- 管樂團
- 樂器班
- 學校合唱團
- 無伴奏校隊
- 無伴奏班

### 藝術才能發展
- 丘中學生藝術家培訓班
  - 初班 : 繪畫
  - 中班 : 陶藝及玻璃工藝
  - 高班 : 高中視藝
  - Adobe Creative Cloud All Apps 證書課程

## 培養領袖才能及服務精神
丘中提倡栽培關心別人，服務社會的「僕人領袖」。設立六年循環的社區關懷計劃，讓同學在整個中學生涯中，有系統地認識不同的服務機構，參與社會服務。

### 事奉團隊
- 團契
- 敬拜隊

## 校友
- 蔡淑賢：前無綫電視編審[1]
- 謝芊彤：歌手，雷同二友成員[2]
- 何建曦（Jase Ho）：歌手，C AllStar成員[3]
- 鄭業楷：2024年寶可夢世界錦標賽《Pokémon GO》世界冠軍[4]